# Haskell
Haskell – czysto funkcyjny język programowania nazwany na cześć amerykańskiego matematyka, Haskella Curry’ego.

## Cechy
Jego specyficzne cechy to m.in.:
- leniwe wartościowanie (ang. lazy evaluation),
- wsparcie syntaktyczne monad,
- statyczny polimorfizm,
- klasy typów (ang. typeclasses),
- definiowalne operatory (również możliwość tworzenia nowych),
- strażnicy,
- wbudowana obsługa literate programming.

## Rozszerzenia
Pliki Haskella mają rozszerzenie
- hs
- lhs gdy zawierają kod w stylu literate programming.

## Kompilator
Haskell był początkowo intensywnie rozwijany wokół ośrodka University of Glasgow, popularny kompilator tego języka to Glasgow Haskell Compiler (GHC) kompilujący szybki kod maszynowy porównywalny w szybkości wykonania do kodów z GCC (ok. 1,3 razy wolniejszy niż C).

## Przykłady
```
-- Komentarz w jednej linijce

{- Komentarze na

wiele linijek 

  {- można zagnieżdżać -}

-}

-- Przykłady funkcji z dopasowywaniem wzorca

silnia
 
0
 
=
 
1

silnia
 
n
 
=
 
n
*
silnia
(
n
-
1
)

silnia
 
n
 
=
 
product
 
[
1
..
n
]

fib
 
0
 
=
 
0

fib
 
1
 
=
 
1

fib
 
n
 
=
 
fib
(
n
-
1
)
 
+
 
fib
(
n
-
2
)

ack
(
0
,
y
)
 
=
 
y
+
1

ack
(
x
,
0
)
 
=
 
ack
(
x
-
1
,
1
)

ack
(
x
,
y
)
 
=
 
ack
(
x
-
1
,
ack
(
x
,
y
-
1
))

-- przykład użycia strażników

sign
 
x
 
|
 
x
 
>
 
0
 
=
 
1

       
|
 
x
 
==
 
0
  
=
  
0

       
|
 
x
 
<
  
0
  
=
 
-
1

myproduct
 
[]
 
=
 
1

myproduct
 
(
n
:
m
)
 
=
 
n
 
*
 
myproduct
 
m

mysum
 
[]
 
=
 
0

mysum
 
(
n
:
m
)
 
=
 
n
 
+
 
mysum
 
m

-- wyrażenia TreeOfMath mają postać: (Sub (Mult (Leaf 5) (Leaf 4)) (Add (Leaf 3) (Leaf 2)))

data
 
TreeOfMath
 
=

    
Mult
 
TreeOfMath
 
TreeOfMath
 
|

    
Div
  
TreeOfMath
 
TreeOfMath
 
|

    
Add
  
TreeOfMath
 
TreeOfMath
 
|

    
Sub
  
TreeOfMath
 
TreeOfMath
 
|

    
Leaf
 
Float

compute
 
(
Mult
 
x
 
y
)
 
=
 
compute
 
x
 
*
 
compute
 
y

compute
 
(
Div
 
x
 
y
)
 
=
 
compute
 
x
 
/
 
compute
 
y

compute
 
(
Add
 
x
 
y
)
 
=
 
compute
 
x
 
+
 
compute
 
y

compute
 
(
Sub
 
x
 
y
)
 
=
 
compute
 
x
 
-
 
compute
 
y

compute
 
(
Leaf
 
x
)
 
=
 
x

showme
 
(
Mult
 
x
 
y
)
 
=
 
"("
 
++
 
showme
 
x
 
++
 
"*"
 
++
 
showme
 
y
 
++
 
")"

showme
 
(
Div
 
x
 
y
)
 
=
 
"("
 
++
 
showme
 
x
 
++
 
"/"
 
++
 
showme
 
y
 
++
 
")"

showme
 
(
Add
 
x
 
y
)
 
=
 
"("
 
++
 
showme
 
x
 
++
 
"+"
 
++
 
showme
 
y
 
++
 
")"

showme
 
(
Sub
 
x
 
y
)
 
=
 
"("
 
++
 
showme
 
x
 
++
 
"-"
 
++
 
showme
 
y
 
++
 
")"

showme
 
(
Leaf
 
x
)
 
=
 
show
 
x

qsort
 
[]
 
=
 
[]

qsort
 
(
x
:
xs
)
 
=
 
qsort
 
less
 
++
 
x
:
(
qsort
 
more
)

    
where
 
less
 
=
 
[
 
a
 
|
 
a
 
<-
 
xs
,
 
a
 
<
  
x
 
]

          
more
 
=
 
[
 
a
 
|
 
a
 
<-
 
xs
,
 
a
 
>=
 
x
 
]

-- lista liczb pierwszych

primes
 
=
 
map
 
head
 
$
 
iterate
 
(
\
(
x
:
xs
)
 
->
 
[
 
y
 
|
 
y
<-
xs
,
 
y
 
'mod'
 
x
 
/=
 
0
 
])
 
[
2
..
]

-- lista liczb Fibonacciego

listFib
 
=
 
1
:
1
:
(
zipWith
 
(
+
)
 
listFib
 
(
tail
 
listFib
))

```